# San Felice a Cancello
 San Felice a Cancello  község (comune) Olaszország Campania régiójában, Caserta megyében.

## Fekvése
A megye délkeleti részén fekszik, Nápolytól 30 km-re északkeletre, Caserta városától 14 km-re délkeleti irányban. Határai: Acerra, Arienzo, Maddaloni, Nola, Roccarainola és Santa Maria a Vico.

## Története
A 9. században alapították. A következő századokban nemesi birtok volt. A 19. században nyerte el önállóságát, amikor a Nápolyi Királyságban felszámolták a feudalizmust.

## Népessége
A népesség számának alakulása:

## Főbb látnivalói
- San Felice-templom
- San Giovanni-templom
- Sant’Angelo a Palombara-templom